# Stimmloser epiglottaler Frikativ
Der stimmlose epiglottale Frikativ (ein stimmloser, mit der aryepiglottischen Falte gebildeter Reibelaut) hat in verschiedenen Sprachen folgende lautliche und orthographische Realisierungen:
- Tschetschenisch: Хь, хь
- Haida: X, x